# Tugala Lauru
Tugala Lauru is een bestuurslaag in het regentschap Nias Utara van de provincie Noord-Sumatra, Indonesië. Tugala Lauru telt 1262 inwoners (volkstelling 2010).